# 2,4-二硝基苯胺
2,4-二硝基苯胺是一种二硝基氨基取代苯，化学式为C6H3(NO2)2NH2，它是石油、造纸和煤炭工业中的副产物，可用于合成农药、染料等有机物。

## 合成
2,4-二硝基苯胺可由2,4-二硝基氯苯和乙酸铵在氨气中于170 °C加热反应制得。